# Йонава
Йо̀нава (на литовски: Jonava) е град в Централна Литва, Каунаски окръг. Административен център е на районната Йонавска община. Обособен е в градска енория с площ 10,639 км2.
Обслужва се от Летище Каунас.

## География
Градът се намира в етнографската област Аукщайтия. Разположен е на 30 km североизточно от Каунас, на двата бряга (по-голямата част от града на десния бряг) на река Нерис.

## История
Първото споменаване на селището е от 1740 година, когато то е част от Жечпосполита. Присъединено е към Руската империя при Третата подялба на Полша през 1795 година и остава в границите на империята до възстановяването на независимостта на Литва през 1918 година. През 1864 година селището получава градски права.
До средата на XX век населението на Йонава е предимно еврейско – през 1893 година 92% от жителите са евреи, а през 1941 година – 80%. През 1932 година в града има 250 магазина, собственост на евреи, еврейска банка, 7 синагоги и еврейско училище.
След Пакта „Рибентроп-Молотов“ градът е окупиран от Съветския съюз (юни 1940), Германия (юни 1941) и отново от Съветския съюз (юли 1944). По време на германската окупация значителна част от населението на градчето е избита.
След Втората световна война в Йонава е построен голям завод за изкуствени торове и градът бързо се разраства, превръщайки се в един от основните литовски промишлени центрове. От март 1990 година отново е част от независима Литва.

## Население
Има население от 27 062 души (по приблизителна оценка от януари 2018 г.), което го прави девети най-населен град в страната.

## Спорт
ФК Йонава е литовски футболен клуб.

## Известни личности
Родени в Йонава
- Дайнюс Крейвис – политик
- Дарюс Масколюнас – баскетболист, треньор
- Янина Мишчукайте – певица

## Фотогалерия
- Църква „Св. Яков“
- Градската библиотека
- Общинският културен център
- Микрорайон „Лакщингалос“
- Химическият завод „Achema“
- Железопътната гара
- Паметник на „Абраомас Кулветис“